# BGK imja A. P. Mjaškova
BGK imja Anatolja Pjatroviča Mjaškova (bje. Брэсцкі гандбольны клуб імя Анатоля Пятровіча Мяшкова, rus. Брестский гандбольный клуб имени Анатолия Петровича Мешкова, popularno Mješkov Brest je bjeloruski rukometni klub iz Bresta. Natječe se u Prvoj ligi, prvom rangu bjeloruskog rukometa i regionalnoj SEHA ligi
Klub je osnovan 2002. godine. Jedan je od najuspješnijih rukometnih klubova u Bjelorusiji. Prvak države je bio 9 puta, dok je nacionalni kup osvajao 10 puta. Do sada, igrao je dva finala SEHA lige i oba je izgubio.

## Uspjesi
- Prva liga
  -  (9): 2004., 2005., 2006., 2007., 2008., 2014., 2015., 2016., 2017.
  -  (5): 2003., 2009., 2010., 2011., 2012.
- Nacionalni kup
  -  (10): 2004., 2005., 2007., 2008., 2009., 2011., 2014., 2015., 2016., 2017.
- SEHA liga
  -  (2): 2014., 2015.
- EHF Liga prvaka
  - Gupna faza (7): 2004./05., 2005./06., 2006./07., 2007./08., 2014./15., 2015./16., 2016./17.
  - Unutar 16 najboljih (2): 2015./16., 2016./17.

## Aktualna sezona

### Rezultati
U završenoj SEHA ligi 2017./18. RK Meškov Brest ostvario je četvrtu poziciju nakon prvog dijela natjecanja. Četiri najbolje momčadi kreirale su novi turnir četiri najbolje momčadi gdje u polufinalu gubi od Zagreba, a u utakmici za treće mjesto od slovenskog Celja. Navedenim porazima turnir četiri najbolje momčadi lige ostvaruje 4. poziciju.

### Sastav
U sezoni 2017./2018. za momčad RK Meškov Brest nastupa 26 igrača, od toga č.
| Vratar - 1 Ivan Pešić - 12 Ivan Mackevič - 21 Vitaly Charapenka - 30 Rade Mijatović - 41 Uladzimir Korsak Lijevo krilo - 14 Andrej Jurynok - 23 Ljubo Vukić - 31 Simon Razgor Desno krilo - 3 Dzianis Rutenka - 27 Rajko Prodanović Pivot - 18 Rastko Stojković - 15 Vid Poteko - 22 Viachaslau Shumak - 42 Artiom Selviasiuk | Lijevi vanjski - 5 Andrei Yashchanka - 11 Dmitri Kamišik - 28 Pavel Horák - 38 Pavel Darafeyeu - 50 Mikita Laschakou - 55 Petar Đorđić Srednji vanjski - 7 Artiom Kulak - 9 Alexander Shkurinskiy - 17 Dzmitry Nikulenkau - 20 Uladzislau Navumuk Desni vanjski - 35 Konstantin Igropulo - 88 Siarhei Shylovich - 90 Aleh Astrashapkin |

## Vanjske poveznice
- Službena stranica RK Meškov Brest (engleski)
- Službena stranica RK Meškov Brest (ruski)